# Giuseppe Sacheri

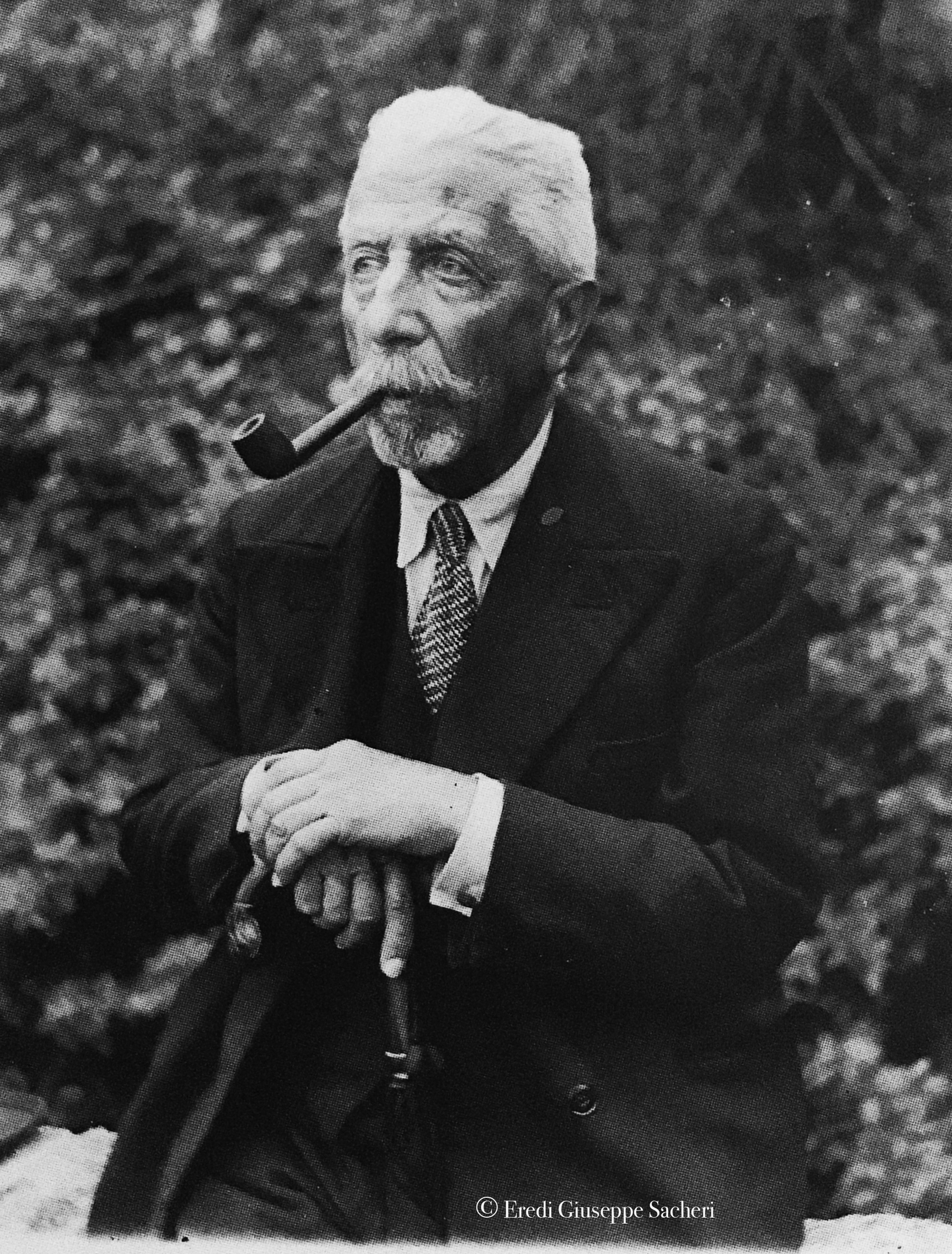
l'artista Giuseppe Sacheri negli anni '30

Giuseppe Sacheri (Genova, 8 dicembre 1863 – Pianfei, 16 ottobre 1950) è stato un pittore italiano.

## Biografia
Nacque a Genova nel 1863 da Cesare Saccheri, laureato a Torino in farmacia ma impiegato presso l'Amministrazione Statale con incarico di alto funzionario doganale, e da Luigia dei marchesi Cevasco che gli diedero i nomi Giuseppe, Cesare, Alessandro.
Dopo le scuole elementari, sempre a Genova frequentò il Collegio Nazionale mentre la famiglia si spostava in varie parti d'Italia conseguentemente agli incarichi di lavoro del padre.
Nel 1878 seguì i genitori, il fratello maggiore Alessandro (poeta, giornalista, redattore capo de Il Lavoro) e la sorella minore Felicita a Ravenna dove il padre esercitava la sua professione presso il porto, in questo periodo sembra che sia nata la sua vocazione per la pittura, si iscrisse pertanto all’Accademia di Belle Arti della città dove fu allievo del pittore fiorentino Arturo Moradei (1840-1901) a sua volta trasferito a Ravenna dal 1870 per esercitare la docenza, con lui poté studiare pittura fino al 1880. In quegli anni posò per un ritratto eseguito dal Moradei, che tuttora è conservato a Pianfei, nella casa che ospitò il Sacheri dal 1927 fino alla sua morte.
Presumibilmente nel 1882 andò a Torino per studiare pittura presso l'Accademia Albertina, la sua speranza era quella di diventare allievo del Fontanesi per cui nutriva molta ammirazione, il grande maestro moriva però proprio quell'anno. Frequentò così i corsi di figura di Lorenzo Delleani e fu premiato al concorso dell'anno accademico 1883-1884.
Finiti gli studi rafforzerà sempre più le esperienze di quella che sarà la sua lunga carriera espositiva.
L'alto rango dei genitori, i buoni studi che di conseguenza gli furono istituiti, lo formarono ad un'educazione e ad una cultura per il bello, a una volontà di conoscere che lo portarono nel periodo a cavallo dei due secoli ad estendere i propri orizzonti con una visita oltreoceano alla scoperta dei tesori del Metropolitan Museum di New York e a frequenti viaggi nel nord Europa. Molto colpito dalla pittura fiamminga, con una predilezione per Jacob van Ruisdael e per Meindert Hobbema, si soffermò particolarmente nei Paesi Bassi, ma visitò anche la Danimarca, la Finlandia e il Regno Unito; paesi che lo ispiravano per la loro natura e per la luce così differente da quella mediterranea.
Condividendone gli stessi interessi, aveva stretto intimi rapporti d’amicizia col gruppo dei Pittori di Sturla: Angelo Costa, Edoardo De Albertis, Andrea Figari, Federico Maragliano, Plinio Nomellini, oltre che con i poeti e letterati che frequentavano il cenacolo artistico presso la Trattoria dei Mille sul lungomare e nel 1896 fondato assieme ad Angelo Balbi e Dario Bardinero un il gruppo, denominato Amici dell’Arte, sulle orme di quell'altro gruppo artistico genovese a cui partecipò, la Famiglia Artistica, fondata tra gli altri da: Plinio Nomellini, Edoardo De Albertis, Aurelio Craffonara e Luigi De Servi, lo scopo di questi gruppi era principalmente la divulgazione dell'arte.
L'abitudine ai frequenti cambi d'indirizzo che aveva provato fin da bambino si protrasse a lungo nella sua vita: dopo aver vissuto i due anni precedenti a Torino, nel 1892 ritorna a Genova dove cambia spesso residenza: più volte nell'elegante quartiere di Albaro, poi nel centro storico, dal 1903 abita a Bogliasco fino al 1913 in cui si trasferisce a Chiavari per tornare poi in città nel 1919.
Il 1903 è anche l'anno in cui sposa Maria Meynero, sorella del pittore Guido Meineri, anch'egli studente dell'Albertina e anche lei pittrice, dal matrimonio nel 1904 nascerà il primogenito Aldo e nel 1906 la figlia Elda, i cui figli sono i legittimi eredi.
Nel 1927 lasciò la residenza di Genova per trasferirsi stabilmente nella campagna di Pianfei, ridente paese in provincia di Cuneo, dove visse in tranquillità la seconda parte della sua vita dedicandosi sempre alla pittura del paesaggio circostante, alla vita culturale e alla partecipazione ad esposizioni a Torino, Livorno, Chiavari, Genova, Cuneo.
Morì a Pianfei il 16 ottobre 1950 nel cui piccolo  cimitero con vista montagne, riposa.
Nel sito ufficiale dell'artista si offre l'opportunità di fare una visita virtuale del suo atelier.  "Immerso nella dolce campagna Piemontese, il nobile edificio che ospitò l’artista fino alla sua morte, è un gioiello incastonato in un piccolo borgo agricolo in via di trasformazione. Per volontà ed impegno della famiglia dell’artista si è fino ad oggi riusciti a salvare l’originale aspetto del piano in cui risiedeva il pittore. Una rarità da non perdere. Da quell’edificio partiva a buon’ora, con la sua attrezzatura, sempre distinto, ben curato — portava un piccolo straccio in tasca per spolverarsi le scarpe al ritorno — e con il cappello che levava gentilmente per accennare un saluto a chiunque incontrasse. Ogni stagione lo vedeva presente sui campi, nelle vallate, in riva ai fiumi o sulle colline, a contemplare i luogo per poi lavorare febbrilmente per renderne l’atmosfera… Poi in studio, negli ampi ambienti si completava il lavoro, si rivedevano gli schizzi, si asciugavano le tele, si ricevevano amici e clienti. L’orientamento, con il grande finestrone volto a mezzanotte, garantiva una luce ideale per lavorare nelle più buie giornate invernali e di pioggia, come in quelle estive, abbacinanti di luce … In ogni particolare della casa, amore, cultura, signorilità e grande sobrietà, segni di una vita vera, concreta, tessuta su valori veri: la famiglia, il lavoro, l’amicizia, il sacrificio."
Il servizio fotografico Archiviato il 25 gennaio 2022 in Internet Archive. è realizzato dall'artista Paola Grossi Gondi, la quale fin dall'infanzia ha frequentato l'atelier per l'amicizia tra la famiglia sua e quella del pittore genovese.

## Attività artistica

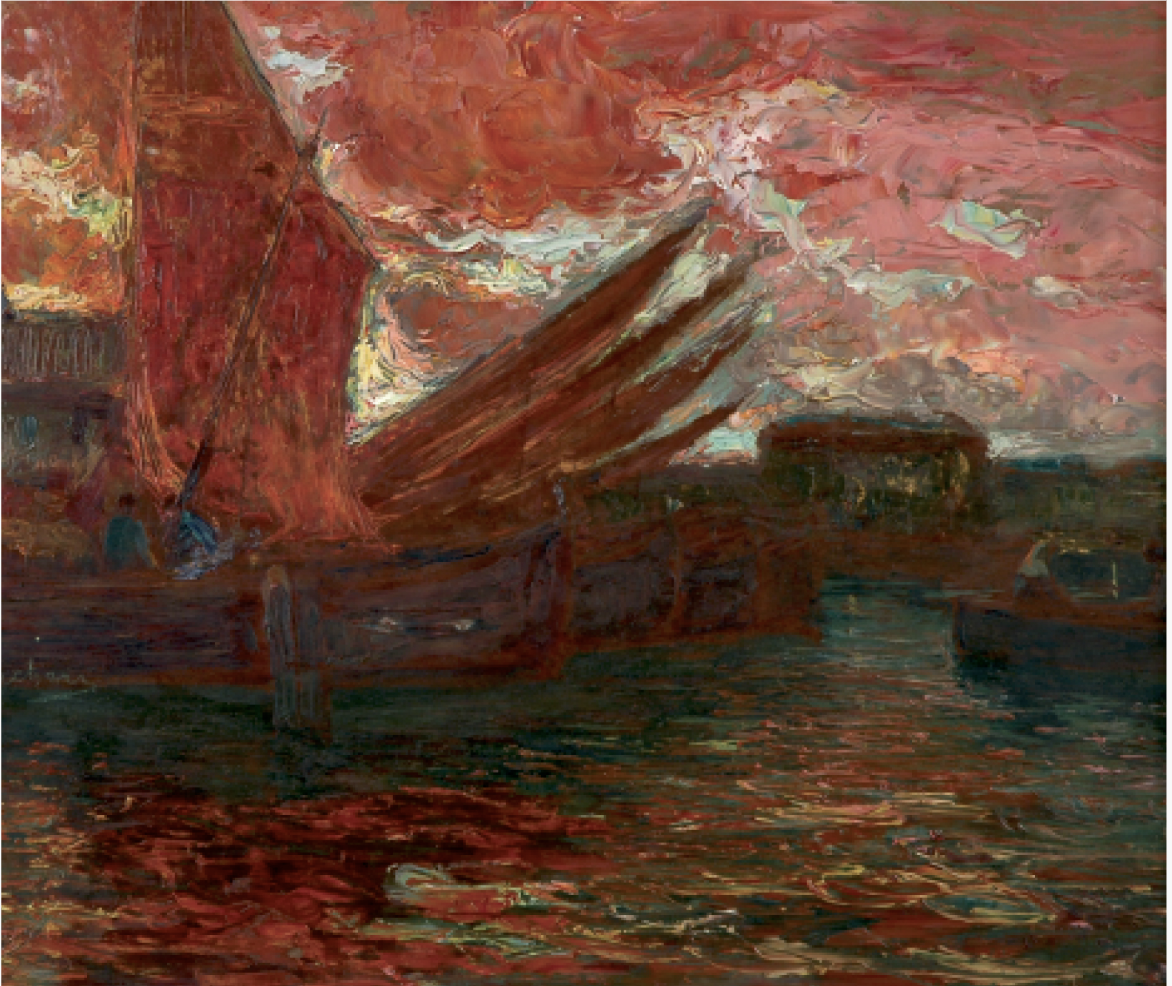
Giuseppe Sacheri - "Presso Dortrecht", Paesi Bassi - olio su tela

La sua produzione consiste prevalentemente nella pittura ad olio di paesaggi di marina e di campagna, dove la luce e il colore definiscono poeticamente la natura che alterna i suoi protagonisti nelle varie fasi del giorno e delle stagioni manifestando una reale esigenza espressiva, nella quale egli sviluppa doti di riflessione e di abbandono sul motivo naturale, nelle sue opere, in accordo con la Scuola dei Grigi che conosceva bene e stimava, l'elemento paesistico prevale sempre e di gran lunga sulla figura umana.
Nelle opere nate dalla memoria o riprese proprio durante i soggiorni nel Nord Europa, nei Paesi Bassi, in Danimarca si evince un realismo paesistico potente, d’impatto pieno di colore che spiana prati percorsi da acque, rigagnoli di fronde sul cielo cupo delle nordiche latitudini. Un dialogo intenso che instaura con la natura del Nord, da cui rimane affascinato, altrettanta ammirazione ha dei suoi pittori, soprattutto Jacob H. Maris, ma anche Matthijs Maris, George Hendrik Breitner e Anton Mauve.
Come ci si può aspettare da chi visse quei tempi, sono note anche alcune opere divisioniste.
Sulla seriosità, poetica, bisogno di esprimersi, grande sensibilità e abilità, pur senza particolare innovazione, sono d'accordo tra critici: Arduino Colasanti, Emilio Zanzi, Gianfranco Bruno e Marziano Bernardi.
La sua attività espositiva inizia fin da giovane intanto che frequenta ancora gli studi, sono ben documentate le partecipazioni a varie collettive organizzate tra Genova e Torino.

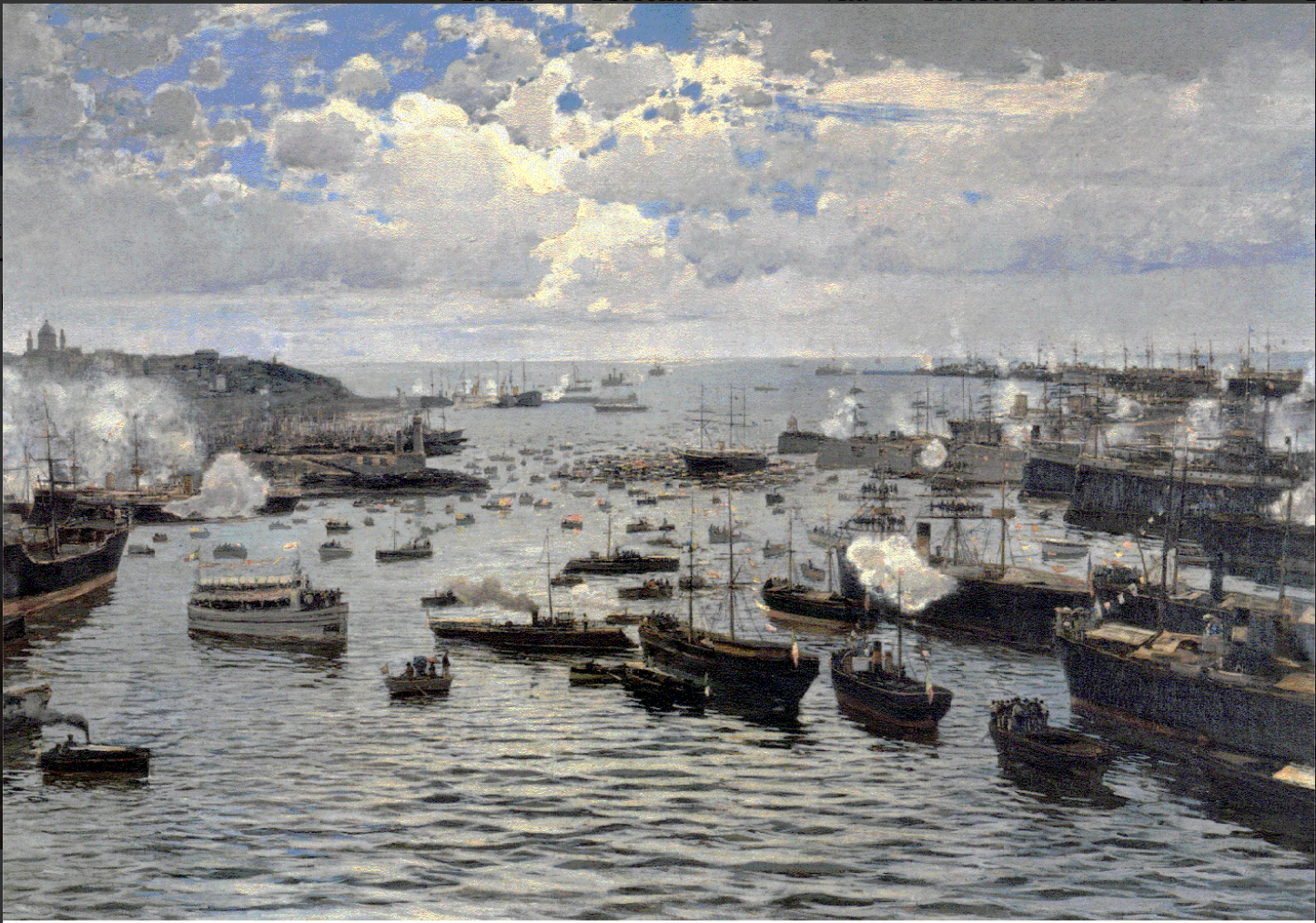
Giuseppe Sacheri - "Il porto di Genova durante le feste Colombiane"

Nel 1892, in una città in fermento per il quattrocentesimo anniversario della scoperta dell'America da parte del proprio cittadino Cristoforo Colombo, partecipa al Concorso collaterale all’Esposizione Marinara dell’Ottobre, bandito dalla Giunta Municipale di Genova, vincendo il I° premio; a quella grande esposizione pittorica saranno esposti tra gli altri quadri di: Giovanni Segantini, Giuseppe Pellizza da Volpedo, Pietro Fragiacomo, Adriano Cecioni, Leonardo Bazzaro, Vittorio Avanzi, Alessandro Milesi, Eugenio Gignous, Vittorio Cavalleri. Quello stesso quadro si trova dal 1997 nel Padiglione del Mare e della Navigazione nel Porto Antico di Genova nell’edificio che ospitava gli Antichi Magazzini del Cotone. La consapevolezza dell'importanza di una buona diffusione retaggio della sua intelligenza e conoscenza della società, oltre al certo successo che egli ottiene, lo spingono alla continua presenza alle manifestazioni d'arte. Partendo dalle sue città quindi, la sua notorietà crescerà di pari passo al maturare della sua tecnica estendendosi presto a Firenze e Milano oltre ad un'esperienza a Monaco di Baviera nel 1896.
Nel 1897 partecipa alla Biennale di Venezia, a questa prima volta seguiranno le altre fino al 1901 e quelle dal 1910 al 1914, oltre a quelle del 1920 e 1924.
Le sue presenze alla Quadriennale di Torino sono del: 1902, 1908, 1919, 1923 e 1927.
Nel 1906 venne allestita una sua personale a Weimar, in Sassonia; alcune opere esposte in quell'occasione furono acquistate dal museo della città, entrando a far parte della quadreria permanente.
Nel 1907 è presente con due quadri al Salon d'Automne di Parigi.
Nel 1909 un suo dipinto è scelto dalla Giuria della Reale Accademia Albertina di Torino per la X Esposizione d'Arte al Glaspalast di Monaco di Baviera.
Nel 1911 una sua opera in mostra alla Permanente di Milano viene destinato al Comune di Milano dalla Società per le Belle Arti, attualmente si trova alla Galleria d'Arte Moderna della città. Nello stesso anno furono organizzate due sue mostre personali: una a Dresda e una a Vienna. Nella capitale austriaca espose nuovamente l'anno successivo.
Dal 1911 al 1913 prese parte alle esposizioni della Promotrice di Napoli. Nel 1915 partecipò all'Esposizione Internazionale d'Arte di San Francisco, in California.
Nel 1921 inviò quaranta quadri al Glaspalast di Vienna, dodici dei quali entrarono a far parte di collezioni austriache; successivamente, dal mese di dicembre 1921 al gennaio 1922, partecipò alla Mostra d'Arte Italiana a Praga, esponendo diciassette dipinti. Nel 1922 espose anche a Lione.
Il dipinto che propose alla I Biennale romana del 1921, fu acquistata da Mario Vannini Parenti per l'allestimento del Museo d'Arte Italiana a Lima, inaugurato l'11 novembre del 1923.
Nel 1926 partecipò alla Prima Mostra d'Arte Marinara a Roma; nel maggio dello stesso anno venne presentata una sua personale, al Salon Chandler di Buenos Aires con trentasei opere fra paesaggi e marine.

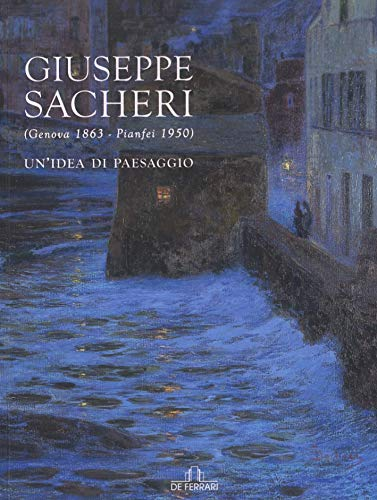
catalogo mostra, 2007

All'estero espose anche a Cracovia, Bruxelles e, nel 1938, a Guayaquil, in Ecuador, dove venne organizzata una personale nella Sala dell'Università.
Le mostre a lui dedicate, personali e collettive, in gallerie pubbliche e private, continueranno postume in varie città italiane; nel 2007 la più importante allestita con novanta opere prima presso la ex chiesa di Santo Stefano a Mondovì e poi portata all'Accademia ligustica di Genova.

## Giuseppe Sacheri nei musei e nelle collezioni pubbliche
- Galleria d'Arte Moderna di Milano
- Galleria Nazionale d'Arte Moderna e Contemporanea a Roma
- Galleria Civica d'Arte Moderna e Contemporanea di Torino
- Galleria d'Arte Moderna di Genova
- Galleria d'arte moderna Ricci Oddi a Piacenza
- Museo d'arte italiana di Lima
- Collezioni di Palazzo del Quirinale a Roma
- Museo nazionale del Risorgimento italiano a Torino
- Museo dell'Accademia ligustica di belle arti a Genova
- Padiglione del Mare e della Navigazione a Genova
- Museo Casa Galimberti a Cuneo
- Pinacoteca Civica di Savona
- Municipio di Cuneo
- Collezione della provincia di Genova
- Palazzo comunale di Chiavari
- Museo d'arte di Weimar